# Alters
Alters – grupa łącząca w swoim graniu gitary i psychodelię lat 70., syntezatorowe brzmienia lat 80. z nowoczesną elektroniką, historycznym instrumentarium (lutnia, viola da gamba) i nowatorskimi efektami wizualnymi.

## Historia
ALTERS tworzą klasycznie wykształceni multiinstrumentaliści i producenci muzyczni, działający w środowisku muzyki niezależnej. Dzięki powiązaniom z Akademia Sztuk Pięknych, zespół łączy muzykę z audiowizualną scenografią. Zróżnicowane wieloczęściowe kompozycje przeplatane piosenkami, solowymi etiudami i efektami tworzą koncept albumy, które następnie znajdują swoją realizację w audiowizualnych koncertach. Na swoim koncie zespół ma między innymi wydaną w 2007, nakładem wydawnictwa Lynx Music, płytę długogrającą pod tytułem MILD, cyfrową reedycję płyty wydaną w wydawnictwie Fonografika i singiel "100" (Fonografika 2013). We wrześniu 2017, nakładem francuskiego wydawnictwa Musea Records, ukazuje się kolejny album zespołu pod tytułem DAWN.
Oprócz koncertów zespół regularnie współtworzy wydarzenia teatralne. Od sezonu 2014/2015 w Teatrze Studio, Alters są odpowiedzialni za oprawę muzyczną spektaklu „Baby Doll" w reżyserii Barbary Wiśniewskiej. Zespół ma też na koncie udział w projekcie „Clean Room” Juana Domíngueza Rojo na festiwalu Ciało/ Umysł w Teatrze Studio (wrzesień 2013), współtworzenie wydarzenia audiowizualnego „Genesis” Teatru Studio Test, a także współpracę z Markiem Ałaszewskim, liderem popularnej w latach 70. polskiej grupy Klan. Alters grają również na żywo do projekcji filmowych m.in. Podczas Święta Kina Niemego w kinie Iluzjon.

### Skład
- Paweł Zalewski – śpiew, gitara, gitara basowa, instrumenty klawiszowe, viola da gamba, saz
- Piotr Zalewski – śpiew, gitara basowa, syntezatory, viola da gamba, lutnia
- Robert Pludra – perkusja

#### Muzycy z poprzednich składów
- Stefan Nowakowski – gitara basowa
- Michał Sołtan – gitara elektryczna,
- Łukasz Smoliński – gitara basowa, śpiew
- Marta Zalewska – śpiew, skrzypce elektryczne, gitara basowa

### Dyskografia
- LP MILD, Wydawca: Lynx Music (2007), reedycja: Fonografika (2013)
- SP 100, Wydawca: Fonografika (2013)
- LP DAWN, Wydawca: Musea Records (2017)